# Carlos Javier Regazzoni
Carlos Javier Regazzoni (Buenos Aires, 21 de noviembre de 1967) es un médico y político argentino. Se graduó y doctoró en la Universidad de Buenos Aires, especializándose en medicina interna. Diplomado en estudios filosóficos por la Universidad Austral y en Bioestadística por la Facultad de Ciencias Exactas de la Universidad de Buenos Aires. Premiado con el Eisenhower Fellowship en el año 2004.
En la función pública se ha desempeñado desde 2007 en el gobierno de la Ciudad de Buenos Aires, ocupando cargos en los Ministerios de Desarrollo Social y de Educación, donde ofició como subsecretario de Gestión Económico Financiera de dicha cartera.
El 16 de diciembre de 2015, bajo la presidencia de Mauricio Macri, asumió como director ejecutivo del Instituto Nacional de Servicios Sociales para Jubilados y Pensionados, más conocido como PAMI, cargo que ocupó hasta el 15 de marzo de 2017.

## Trayectoria
Nació en la ciudad de Buenos Aires en 1967, aunque vivió y creció en Longchamps. Es hijo del pintor y escultor Carlos Regazzoni. Está casado con Maria Pía Raffa.
Cursó sus estudios secundarios en el colegio Manuel Belgrano de Temperley, provincia de Buenos Aires. A principios de 1987 ingresó en la UBA para estudiar Medicina, se graduó en 1992.
En 1996 completó la especialización en Medicina Interna en el Hospital de Clínicas, donde luego trabajaría como médico de planta.
Desde 2005 forma parte del equipo del Programa de Prevención Primaria del Deterioro Cognitivo en INECO (Instituto de Neurología Cognitiva).
Durante su actividad académica ha publicado numerosos artículos originales en revistas médicas especializadas, más de 30 artículos en medios periodísticos, y es autor de tres libros y varios trabajos de colaboración.

### Función pública
En 2007 se incorporó al gobierno de la Ciudad de Buenos Aires a través de Esteban Bullrich, por entonces ministro de Desarrollo Social. Regazzoni ocupó el cargo de subsecretario, desde el cual se encargó de transferir el dinero de los planes sociales.
Desde 2009 y hasta 2010 estuvo al frente de la Obra Social de la Ciudad de Buenos Aires (ObSBA), compartiendo la dirección con los sindicatos de trabajadores municipales. Regazzoni, a cargo de la obra social de los municipales (ObSBA), designó al menos 21 "asesores" con un costo anual que supera el millón de pesos. El gasto se produce cuando la prestadora enfrenta protestas por atraso en los pagos a médicos y falta de insumo. Además, Regazzoni mantuvo un sordo enfrentamiento con el ministro de Hacienda Néstor Grindetti, quien cuestiona el excesivo gasto en estructuras burocráticas y la falta de gestión, que se expresa por ejemplo en la parálisis total de las obras de remodelación del Sanatorio Méndez y la demorada desregulación de la obra social. Entre los asesores designador por Regazzoni había varias personas que apenas tienen secundario.
Una vez concluido su paso por ObSBA, lideró el equipo médico de la Fundación Pensar, un think tank vinculado con el PRO, partido que gobierna la Ciudad de Buenos Aires desde 2007.
Ocupó, además, el cargo de subsecretario de Gestión Económico Financiera y Administración de Recursos del Ministerio de Educación porteño, manejando las áreas de infraestructura escolar, mantenimiento, comedores, cooperadoras escolares, el departamento de compras y la ejecución del presupuesto del Ministerio.En este marco, la Unión de Trabajadores de la Educación (UTE) denunció al Gobierno de la Ciudad por el mal mantenimiento y la falta de previsión. Según el gremio
"Nuevamente quedan en evidencia las políticas públicas que lleva adelante este gobierno, su desinterés en la educación, la negligencia en el mantenimiento de nuestras escuelas y la desidia en el cuidado de los espacios públicos. La UTE denuncia estas decisiones políticas que niegan el derecho a trabajar en condiciones dignas, poniendo en riesgo a nuestros/as niños/as y docentes", sostuvo el sindicato en un comunicado de prensa.
Fue el candidato a intendente de Cambiemos en el Partido de Almirante Brown en 2015, quedando detrás de Mariano Cascallares, del Frente para la Victoria, por una diferencia de casi 15 puntos porcentuales en las elecciones del 25 de octubre.
El 16 de diciembre de 2015, el entonces flamante presidente Mauricio Macri lo designó como el nuevo titular del PAMI. En abril de 2016, como titular a cargo por entonces del PAMI, Regazzoni decidió excluir medicamentos de la lista que cubre el ciento por ciento del valor, pasándolos a la que tienen descuentos de entre el 50 y el 80 por ciento, con el argumento de que no eran de utilidad para la gente. Del resto, Regazzoni afirmó que se trataba de medicamentos que la OMS había declarado obsoletos. Dicha resolución quedó sin efecto en 2019.

## Concejal de Almirante Brown (2017- 2021)
Regazzoni resultó electo concejal en 2017 en el Partido de Almirante Brown por Cambiemos, (Posteriormente  Juntos por el Cambio), siendo parte de la oposición al Cascallarismo en dicho distrito. Finalizó su período en 2021. 

## Premios y reconocimientos[1]
- Asociación Médica del Hospital de Clínicas JSM, Buenos Aires, Argentina-Premio Accésit a la investigación clínica. Diciembre de 1995 (Trabajo: Confusión Aguda en el Paciente Anciano Internado).[1]

- Eisenhower Fellowships, Phyladelphia, Estados Unidos- Multinational Program 2004. Abril y mayo de 2004, EE. UU. (Tema: “The University as an agent of political change and democratic empowerment”. EE.UU).[1]
- Academia Nacional de Medicina, Buenos Aires, Argentina- Premio Adolfo H. Aztiria, Investigación Clínica. 2005. (Trabajo: “Síndrome de Respuesta Inflamatoria Sistémica y Mortalidad en el Anciano”).[1]
- Asociación Médica del Hospital de Clínicas JSM, Buenos Aires, Argentina. Premio Accésit a la investigación clínica. Diciembre de 2005 (Trabajo: “Respuesta Inflamatoria Sistémica y Confusión Aguda en el Paciente Anciano Internado”).
- Congreso Internacional de Medicina Interna del Hospital de Clínicas JSM, Buenos Aires, Argentina. -Premio al mejor trabajo científico. Agosto de 2008 (Trabajo: “Estado nutricional, respuesta inflamatoria sistémica y mortalidad en el anciano internado”).
- Latin America Development Leadership Program. Harvard, Boston, EE. UU. To attend the Mastering Negotiations Senior Executive Program. Harvard Kennedy School of Government, EE. UU. 2010